# José Mateo Aguilar
José Mateo Aguilar, (Ica, 21 de septiembre de 1794 - Lima, 28 de abril de 1862) fue un sacerdote peruano. Doctor en Teología y poseedor de una vasta erudición, es uno de los mayores representantes de la oratoria sagrada en el Perú, por lo que recibió el apodo de "Pico de oro". De costumbres austeras, vivió entregado plenamente a su vocación sacerdotal y practicó una auténtica caridad cristiana. Rechazó honores y dignidades y se mantuvo alejado de la política.

## Biografía
Fue hijo de Andrés Aguilar e Isabel Donaire. Estudió en el Real Convictorio de San Carlos de Lima. Se doctoró en Teología.
Se hizo pronto conocido por su caridad sacerdotal y por su amor al prójimo. Desde 1824, y hasta su muerte, dirigió la Casa de Ejercicios del Sagrado Corazón para mujeres, situado en la calle de San Pedro (hoy tercera cuadra del jirón Ucayali), la misma que fuera fundada en 1752 por la filántropa limeña doña María Fernández de Córdova y Sande.
Con otro sacerdote, Juan de Dios Cortés, fundó la Hermandad de San Luis Gonzaga y el Corazón de Jesús en la Iglesia de Las Trinitarias de Lima, la cual fue trasladada posteriormente a la Iglesia de San Pedro. Con esa labor contribuyó a reafirmar en la fe a muchos jóvenes limeños.
Junto con otros sacerdotes promovió obras de beneficencia y caridad. Fundó dos casas destinadas a servir de refugio a la gente necesitada. 
Modelo de modestia, en 1843 eludió su nombramiento como miembro del Consejo de Estado. Pudo haber sido arzobispo de Lima en 1855, pero tampoco quiso serlo. Poco después, presentó al presidente de la República una enérgica queja por las dificultades en que se hallaba entonces la Iglesia católica peruana. Recibió con sorpresa el título de abogado honorario que le concedió el Colegio de Abogados de Lima.
También se hizo notable por su oratoria, que tenía el poder de cautivar a su auditorio. Dicho arte lo enriqueció con su erudición y su imaginación poética. En 1838 publicó un Panegírico de San Ignacio de Loyola, que predicó en la Iglesia de San Pedro de Lima el 31 de julio de ese año. En él defendió a la orden jesuita, propugnando su restablecimiento en el Perú. Según Basadre, es una obra maestra de la oratoria sagrada peruana de todos los tiempos.
Por orden del arzobispo de Lima, Francisco de Sales Arrieta, y junto con el dominico Ángel Vicente de Zea, ofició en 1839 de censor del libro Vidaurre contra Vidaurre, obra del célebre jurista Manuel Lorenzo de Vidaurre sobre derecho eclesiástico. En un documento que fue impreso, Mateo Aguilar dio cuenta de los desvíos a la doctrina católica en que dicho autor incurría, por lo que la obra fue censurada.
Falleció en Lima en 1862. La oración fúnebre en su sepelio fue pronunciada por monseñor José Antonio Roca y Boloña, Canónigo Teologal de Lima y otra de las figuras relevantes de la oratoria sagrada peruana. Sus restos descansan en el Cementerio Presbítero Matías Maestro.